# Shake
Shake是一個高畫質、高品質的進階數位視覺特效、影像合成軟體，具備適合獨立藝術家與大型公司的綜合工具組，提供最有效率的合成作業，以精確品質處理大型影像，是好萊塢電影特效工作室必備的軟體。因其工作流程是以直覺式非線性流程樹狀圖為基礎，可以隨時快速瀏覽合成項目及執行變更。
Shake在2.51版之後被蘋果電腦收購，目前最新版本為4.1版，具備全浮式處理的世上最先進合成演算法，提供更高的品質及速度。